# Diana Nicolau
Diana Nicolau (Alcobaça, Alcobaça, 16 de janeiro de 1987) é uma atriz e dobradora portuguesa.
Aluna da Escola Profissional de Teatro de Cascais, estreou-se como atriz na telenovela Ilha dos Amores, onde interpretou Maria Pestana. No entanto, foi no papel da rebelde Sónia Lobo, na série Morangos com Açúcar, que obteve maior projeção. Participou na novela da Deixa Que Te Leve, da TVI, protagonizando o papel de Francisca Sá.

## Cinema
- Elenco principal, "Filipa", em Curral de Moinas: Os Banqueiros do Povo, 2022
- Elenco principal, "Maria", na longa-metragem premiada E amanhãl, de Brunco Cativo
- Elenco adicional, Cecília, na longa-metragem A Morte de Carlos Gardel, realizada por Solveig Nordlund, Fado Filmes, 2011
- Elenco principal, Maria, no segmento de O Que Há De Novo No Amor? realizado por Hugo Martins, Rosa Filmes, 2011.
- Elenco principal, Carla Bengala, na curta-metragem Avaliação, realizada por Filipe Homem Fonseca, 48 hours Film Project 2011, prémio do público, 2011.
- Elenco principal, Eunice Magalhães, na curta-metragem Imortal, realizada por Rodrigo Duvaens Pinto, 48 hours Film Project 2010, prémio do público, melhor som, melhor fotografia, 2010.

## Televisão
| Ano         | Projeto                                           | Papel                    | Notas                 | Canal       |
| ----------- | ------------------------------------------------- | ------------------------ | --------------------- | ----------- |
| 2007        | Ilha dos Amores                                   | Maria Negrão Pestana     | Elenco Principal      | TVI         |
| 2007 - 2008 | Morangos com Açúcar (5.ª temporada)               | Sónia Lobo               | Elenco Principal      | TVI         |
| 2008 - 2009 | Morangos com Açúcar (6.ª temporada)               | Sónia Lobo               | Elenco Principal      | TVI         |
| 2009 - 2010 | Deixa Que Te Leve                                 | Francisca Teixeira de Sá | Elenco Principal      | TVI         |
| 2011        | Gente da Minha Terra                              | Atriz                    | Participação Especial | SIC Radical |
| 2011        | O Quê? A SIC Radical Já Tem 10 Anos?              | Ela Própria              | Repórter              | SIC Radical |
| 2011        | Fora da Box                                       | Guarda - Costas          | Participação Especial | MEO         |
| 2011        | Nada de Especial                                  | Várias Personagens       | Elenco Principal      | Canal Q     |
| 2011        | Remédio Santo                                     | Eugénia Monforte (Jovem) | Participação Especial | TVI         |
| 2011        | Vestida Para Casar                                | Teresa                   | Elenco Principal      | TVI         |
| 2011        | Regra de Três                                     | Carla                    | Elenco Principal      | TVI         |
| 2012 - 2013 | Louco Amor                                        | Carla Veloz Alegria      | Elenco Principal      | TVI         |
| 2013        | Dancin' Days                                      | Nádia                    | Participação Especial | SIC         |
| 2013 - 2017 | I Love It                                         | Mara Viegas              | Elenco Principal      | TVI         |
| 2014 - 2015 | Mar Salgado                                       | Sílvia Lopes             | Elenco Principal      | SIC         |
| 2021 - 2023 | Para Sempre                                       | Ângela                   | Elenco Adicional      | TVI         |
| 2023        | Motel Valkirias                                   | Narradora                | Elenco Principal      | RTP1        |
| 2023        | Curral de Moinas: Os Banqueiros do Povo - A Série | Filipa                   | Elenco Principal      | RTP1        |
| 2023 - 2024 | Queridos Papás                                    | Rita Queiroz             | Co-Protagonista       | TVI         |
| 2024        | Morangos com Açúcar                               | Sónia Lobo               | Elenco Adicional      | TVI         |
| 2025        | Vizinhos Para Sempre                              | Sílvia                   | Elenco Principal      | TVI         |

## Teatro
2013 - "Esperando Diana", de Eduardo Galan e Pedro Gomez, direção Celso Cleto, no Auditório Eunice Muñoz, Dramax Oeiras; 2011 - Leituras encenadas Homossexualidade - Alma Sexo do Homem, coordenação de Rita Loureiro, no Teatro Nacional D. Maria ll; 2010 - Residência artística sob direção de Moncho Rodrigues, no Centro de Criativadade de Póvoa de Lanhoso; 2008 - E não se pode exterminá-lo?, adaptação de textos de Karl Valentin, encenação Gonçalo Amorim; 2007/8 - Confissões de Adolescente, de Maria Mariana, encenação de António Pires; 2006  - Alice, de Lewis Caroll; prova de aptidão profissional no Teatro Experimental de Cascais, dirigida por Carlos Avilez; 2005 - Sonho de uma noite de verão, de William Shakespeare; estágio profissional no Teatro Experimental de Cascais, encenação de Carlos Avilez; 2005 - participação no Cortejo Inês de Castro, inserido no ano inesiano pelo Teatro Experimental de Cascais; 2004 - Espetáculo musical/coreográfico All together now, dirigido por Natalya Tchitcherova no Teatro Mirita Casimiro; 2004 - Participação no recital de poesia de Carlos Carranca no Centro Cultural de Cascais.
Em outubro de 2023, Diana Nicolau estreou o monólogo Desconfortável, com texto, criação, encenação e interpretação da sua autoria. O espetáculo passou pelo no Teatro Amélia Rey Colaço, em Algés, e pelo Centro Cultural da Malaposta, em Odivelas.

## Outros trabalhos
- 2010/11 - Orientação e direção do workshop de Interpretação para crianças na academia Art!st-

Várias dobragens de animação (Disney e Nickelodeon). locuções para televisão e rádio (Colgate, Santa Casa da Misericórdia, Jumbo, Milaneza, Rox, Mercedes, A Vida é Bela, Donuts, Boticário, L’Oreal, Toyota, Sapo, entre outras). Tradução de séries de animação (de inglês para português) para estúdios de som. Participação em spots publicitários: Nestlé, Optimus e ZON Iris. Videoclipe de FF – MotionStripes e Farol, participação especial